# Tove Rasmussen
Tove Rasmussen (født ca. 1930) blev 24. august 1949 ved et nævningeting i Kolding idømt psykopatforvaring på ubestemt tid for den 21. februar 1946 i Odense at have forgiftet sin mor Ellen Ingeborg Rasmussen med en overdosis sovepiller og den 7. januar 1949 at have myrdet sin far Ove Rasmussen med skud fra et jagtgevær på en gård ved Vandel Flyveplads.

## Mordet i Vandel 1949
Sent om eftermiddagen fredag den 7. januar 1949 affyrede den 18-årige Tove Rasmussen 2 skud med et jagtgevær fra soveværelset på gården Skovvang, beliggende Østerbyvej 27 få hundrede meter nord for den vestlige ende af Vandel Flyveplads, og ramte sin far, den 48-årige gårdejer og tørvefabrikant Ove Rasmussen, som stod ved gårdens pumpe på gårdspladsen og faldt om, dræbt på stedet.
Hun slæbte liget ind i et lille rum ved siden af bryggerset.
Tove Rasmussen påstod overfor politiet, at det var et vådeskud, men dagen efter gik hun til bekendelse og indrømmede skuddrabet på sin far. 

## Mordet i Odense 1946
Under ledelse af politimester N.J. Schmidt fra Vejle og kriminalkommissær P. Hejnfeldt iværksattes en efterforskning og liget af Tove Rasmussens mor syersken Ellen Ingeborg Rasmussen, født Johnsen, som døde i Odense den 21. februar 1946 omkring kl. 16.30, blev gravet op af graven på kirkegården i Hammelev ved Grenå og obduceret.
Obduktionen viste, at hun var blevet forgiftet, da der blev påvist et bromholdigt medikament.
I retten den 25. januar 1949 indrømmede Tove Rasmussen, at hun havde forgiftet sin mor i soveværelset på 1. sal i villaen Windelsvej 21, Odense, ved at give hende en overdosis sovepiller af mærket Bromisoval under et påskud af, at det var slankepiller.

## Psykopatforvaring
Få dage før domsafsigelsen 24. august (1949 eller 1951) ved et nævningeting i Kolding, trak Tove Rasmussen sin tilståelse om drabet på sin mor tilbage. Dommen lød på psykopatforvaring på ubestemt tid.

## Eksterne links
- Drabssager 1949 Arkiveret 18. januar 2015 hos  Wayback Machine - drabssageridanmark.beboer2650.dk
- Giftdrab i Danmark Arkiveret 18. januar 2015 hos  Wayback Machine - drabssageridanmark.beboer2650.dk
- Østerbyvej 27, Vandel - Skovvang Arkiveret 18. januar 2015 hos  Wayback Machine - historiskatlas.dk
- Ove Rasmussen 1901-1949 - hcbaagoe.dk